# Коптево (Псковская область)
Коптево  — деревня в Опочецком районе Псковской области. Входит в состав Болгатовской волости
Расположена в 22 км к северо-востоку от города Опочка и в 3 км к юго-западу от деревни Болгатово.
Численность населения по состоянию на 2000 год составляла 13 человек, на 2011 год — 6 человек.